# Луїджі Бокколіні
Луїджі Бокколіні (італ. Luigi Boccolini, нар. 11 серпня 1946, Порто-Реканаті) — італійський футболіст, що грав на позиції півзахисника. Виступав у Серії А за клуби «Наполі», «Катандзаро» та «Лаціо», ставши у складі першого з них володарем Кубка Італії.
По завершенні ігрової кар'єри — тренер, очолював низку нижчолігових італійських клубів.

## Ігрова кар'єра
Вихованець юнацької команди «Реканатезе» з рідного міста, крім того навесні 1966 року запрошувався на тренувальні табори «Інтернаціонале» під керівництвом Еленіо Еррери. Проте через кілька місяців повернувся в рідний клуб і того ж року дебютував у йогоскладі в Серії D, взявши участь у 26 матчах чемпіонату.
Своєю грою за цю команду привернув увагу представників тренерського штабу клубу «Пескара» з Серії С, до складу якого приєднався 1967 року. Відіграв за пескарський клуб наступні два сезони своєї ігрової кар'єри. Після цього тривалий час грав у Серії С і Серії В за «Бріндізі», з перервою на виступи за «Матеру».
1975 року уклав контракт з клубом «Наполі», у складі якого провів наступний сезон своєї кар'єри гравця, виборовши титул володаря кубка Італії, хоча і не зіграв у фіналі проти «Верони» через травмиу. В Серії А Бокколіні зіграв 28 матчів і забив 2 голи, один з яких, у ворота «Лаціо» на «Стадіо Олімпіко», дозволив неаполітанцая піднятися тимчасово на першу позицію в чемпіонаті. Також з «Наполі» Луїджі зіграв дві гри в єврокубках.
Після цього Бокколіні провів ще по сезону в Серії А за «Катандзаро», яке покинуло вищий дивізіон, та «Лаціо», де зіграв у 10 матчах. Всього ж у вищому італійському дивізіоні гравець зіграв 60 матчів і забив 3 голи.
1978 року Луїджі повернувся до «Бріндізі», за яке провів ще два сезони у Серії С2.
Завершив професійну ігрову кар'єру у клубі «Сквінцано», за який виступав протягом сезону 1980—81 років, зігравши у 27 матчах.

## Кар'єра тренера
Розпочав тренерську кар'єру одразу ж по завершенні кар'єри гравця, 1981 року, очоливши тренерський штаб клубу «Галатіна», з якою за підсумками сезону 1982-83 виграв Серію D і вивів команду в Серію С2. В подальшому Бокколіні ще шість разів вигравав з різними командами Серію D і виводив їх до Серії С2: «Беневенто» (1982-83), «Триказе» (1996-97), «Нардо» (1997-98), «Мартіна-Франка» (2000-01), «Бріндізі» (2001-02) та «Реаль Марчіанізе» (2004-05). Крім того, у сезоні 2003-04 Бокколіні з командою «Вігор Ламеція» посів друге місце і вийшов у Серію С2 через плей-оф. В підсумку Луїджі протягом кар'єри вісім разів домагався з різними командами підвищення у дивізіоні, поступившись за цим показником в італійському футболі лише Освальдо Яконі, якому це вдавалось дев'ять разів.
Останнім успіхом Бокколіні на тренерській посаді стала перемога у кубку Італії Серії D з командою «Аверса Норманна» у сезоні 2006-07, а останнім місцем тренерської роботи стала «Фермана», головним тренером команди якого Луїджі Бокколіні був 2013 року

## Статистика виступів

### Статистика клубних виступів
| Сезон   | Клуб         | Чемпіонат | Чемпіонат | Чемпіонат |
| Сезон   | Клуб         | Ліга      | Ігор      | Голів     |
| ------- | ------------ | --------- | --------- | --------- |
| 1966–67 | «Реканатезе» | D         | 26        | 0         |
| 1967–68 | «Пескара»    | C         | 2         | 0         |
| 1968–69 | «Пескара»    | C         | 29        | 0         |
| 1969–70 | «Бріндізі»   | C         | 25        | 2         |
| 1970–71 | «Бріндізі»   | C         | 18        | 1         |
| 1971–72 | «Матера»     | C         | 24        | 4         |
| 1972–73 | «Матера»     | C         | 6         | 1         |
| 1972–73 | «Бріндізі»   | B         | 25        | 1         |
| 1973–74 | «Бріндізі»   | B         | 33        | 0         |
| 1974–75 | «Бріндізі»   | B         | 37        | 8         |
| 1975–76 | «Наполі»     | A         | 28        | 2         |
| 1976–77 | «Катандзаро» | A         | 22        | 0         |
| 1977–78 | «Лаціо»      | A         | 10        | 1         |
| 1978–79 | «Бріндізі»   | C2        | 27        | 2         |
| 1979–80 | «Бріндізі»   | C2        | 18        | 2         |
| 1980–81 | «Сквінцано»  | C2        | 27        | 0         |

## Досягнення

### Як гравця
- Володар Кубка Італії:

«Наполі»: 1975–76

### Як тренера
- Володар Кубка Італії Серії D:

«Аверса Норманна»: 2006-07